# Marthe Ekemeyong Moumié
Marthe Ekemeyong Moumié (4 tháng 9 năm 1931 – 9 tháng 1 năm 2009) là một nhà văn và nhà hoạt động chống thực dân người Cameroon. Bà là thành viên của Liên minh các Dân tộc Cameroon, và là vợ cũ của nhà lãnh đạo chính trị bị ám sát Félix-Roland Moumié.

## Sự nghiệp chính trị
Marte Ekemoyong sinh ngày 4 tháng 9 năm 1931, ở Cameroon. Bà gia nhập Liên minh các dân tộc của Cameroon, và là lãnh đạo của Liên minh Dân chủ Phụ nữ Cameroon. Bà đã gặp và kết hôn với nhà lãnh đạo độc lập người Cameroon Félix-Roland Moumié, rời khỏi đất nước với ông để tránh sự khủng bố dưới bàn tay của chính quyền thực dân. Họ sống ở một số quốc gia khác nhau, bao gồm Sudan, và được Tổng thống Ai Cập Gamal Abdel Nasser chào đón, khi họ đến đó. Họ gửi con gái Hélène được gửi đến trường ở Trung Quốc. Moumié bị ám sát vào năm 1960 trong khi ở Geneva, Thụy Sĩ. Ông bị ngộ độc thallium.
Sau đó, cô đã có một mối quan hệ với Atanasio Ndongo Miyone, một người theo chủ nghĩa dân tộc đến từ Equatorial Guinea. Ông đã bị xử tử năm 1969 sau một cuộc đảo chính thất bại chống lại chính phủ Equatoguinean. Sau này, Ekemeyong đã viết về những trải nghiệm của mình trong cuốn tự truyện Dans Victime du Colonialisme Français (Nạn nhân của thực dân Pháp) sau cái chết của ông, khi bà bị cầm tù và tra tấn trong năm năm bởi chính phủ của cả Equatorial Guinea và Cameroon.

### Cái chết
Bà được tìm thấy đã chết tại nhà riêng vào ngày 9 tháng 1 năm 2009, ở tuổi 78. Các báo cáo truyền thông ban đầu cho rằng bà đã bị sát hại thông qua siết cổ, và đã hãm hiếp trước khi chết. Các báo cáo cũng nhấn mạnh rằng một trong những chiếc răng của bà đã bị gãy trong do kháng cự rõ ràng. Thi thể của bà được tìm thấy bởi một người họ hàng không nghe thấy tiếng đáp khi gõ cửa trước. Người ta cho rằng vụ án mạng xảy ra vào đêm 7/8. Lễ tang diễn ra vào cuối tháng đó vào ngày 31 tháng 1.